# Теллі Хюмашах-султан
Хюмаша́х-султа́н (тур. Hümaşah Sultan), також відома як Теллі-хасекі (тур. Telli Haseki, пом. після 1671, Стамбул, Османська імперія) — улюблена наложниця і законна дружина османського султана Ібрагіма I, мати шехзаде Орхана, хасекі-султан.

## Ім'я
У гаремі наложниця отримала ім'я Хюмашах. Турецький історик Недждет Сакаоглу вказує, що після весілля із султаном Хюмашах називали в гаремі «Хасекі-султан» та «Теллі-хасекі».  Прізвисько «Теллі» щодо Хюмашах також вказують у своїх роботах османський історик Мехмед Сюрейя-бей і Чагатай Улучай.

## Біографія
Про походження Хюмашах ніякої інформації немає. Потрапила в гарем Ібрагіма І в 1647 році та стала його сьомою або восьмою хасекі. Завдяки своїй красі, розуму та харизмі змогла настільки закохати в себе султана, що він захотів укласти з нею офіційний шлюб. Ентоні Олдерсон називає датою укладання шлюбу 1647 рік.
Сакаоглу цитує слова османського історика Наїми: «без такої династичної традиції Ібрагім побажав укласти шлюб з Хюмашах за велінням Священного Корану і сунни пророка[sic] і зробив те, що зробив його предок Сулейман I з Хюррем — звільнив Хюмашах».  Оскільки Хюмашах отримала статус вільної жінки і перебувати в гаремі до весілля не могла, Ібрагім переселив її в палац Ібрагіма-паші, що давно порожнів, на Іподромі, який повинен був бути відремонтований і облаштований з цієї нагоди.  Однак у казначействі не знайшлося на це достатньо коштів, і облаштування так і не було завершено — у палаці придатною для життя виявилася лише одна кімната, з вікна якої відкривався вид на Іподромну площу.  Крім того, Ібрагім I побажав влаштувати пишні урочистості, для чого наказав зібрати з торговців данину у вигляді вина, тканин та предметів розкоші, що сприйняли жителі Стамбула як грабіж.  Недждет Сакаоглу вважає, що марнотратне весілля з Хюмашах за умов порожньої скарбниці стало початком кінця правління Ібрагіма I.
Весільні урочистості відбулися в саду Давуда-паші у Стамбулі.  Представником Хюмашах на церемонії нікаха за різними даними став голова чорних євнухів або ж голова білих євнухів, представником Ібрагіма I — великий візир Саліх-паша.  В якості махра Хюмашах отримала від чоловіка «Єгипетську скарбницю» — річний дохід, який Єгипетський еялет виплачував в османську скарбницю.  Багаті дари були піднесені і гостями весілля: візирами, яничарами, улемами та шанованими сім'ями Стамбула.  Дорогу перед ношами Хюмашах зазвичай обсипали коштовностями.  Своє прізвисько «Теллі» Хюмашах отримала завдяки численним золотим та срібним ниткам — «теллі», які прикрашали волосся та сукню нареченої.  Після весілля Хюмашах повернулася до султанського палацу, де для неї підготували розкішні покої, які за її наказом були вистелені соболиним хутром.  Оскільки в палаці не вистачало хутра, Ібрагім наказав вилучити потрібну кількість у торговців.  Цей жест ще більше налаштував жителів столиці проти султана.
Хюмашах стала останньою фавориткою Ібрагіма I: весь останній рік правління султан не звертав уваги на інших жінок, проводячи час тільки з Теллі-хасекі. Сама Хюмашах ревнувала до інших жінок гарему і залякувала їх так, що впоратися з нею не змогла навіть мати Ібрагіма Кесем-султан. Кесем, яка спробувала позбавитися від невістки, що набувала все більше влади, виславши її з палацу, опинилася в немилості у сина і сама була змушена покинути палац.  Ібрагім же обсипав Хюмашах дарами і виконував будь-які її примхи. У служінні у Теллі-хасекі опинилися сестри султана, які мали накривати на стіл, і племінниця Ібрагіма Кая-султан, дочка султана Мурада IV, в обов'язки якої входило омивання рук хасекі. І Кая, і сестри Ібрагіма I Айше, Ханзаде і Фатма були проти шлюбу султана та Хюмашах, за що втратили майно, яке перейшло у володіння улюбленої дружини брата. Крім того, за наступну відмову служити хасекі сестри та племінниця султана були вислані до палацу в Едірне.
Незабаром після весілля Теллі-хасекі завагітніла і в 1648 народила сина Орхана, до якого у божевільного султана Ібрагіма I розвинулася надмірна прив'язаність.  Незабаром після народження Орхана Ібрагім був повалений і вбитий, а Хюмашах, позбавлена розкішного життя, опинилася у старому палаці.  При цьому Чагатай Улучай пише, що Орхан народився лише через шість місяців після повалення та смерті Ібрагіма I.  Орхан помер в 1650 році у віці півтора роки.  Точна дата смерті та місце поховання Хюмашах невідомі, проте Недждет Сакаоглу вказує, що померла вона після 1671 року, зазначаючи, що Чагатай Улучай писав, що поховання Теллі-хасекі було сплачено з палацової скарбниці у 1672 році.

## В культурі
- У серіалі «Величне століття: Кесем Султан» роль Хюмашах виконала Мюге Боз.